# 阿波ポップス大祭
阿波ポップス大祭（あわポップスたいさい）は、徳島県徳島市の徳島県文化の森総合公園の中にある野外劇場のすだちくん森のシアターにて2021年より毎年夏頃に開催されている入場無料の野外コンサートである。主催は阿波ポップス創生PROJECT。

## 特徴
阿波弁も交えた歌詞でオリジナル曲を歌う地元アーティストが参加している。アーティストの多くはアコースティック楽器を弾く弾き語りスタイルで、シンガーソングライターかユニットが多く出演。そのため野外ロック・フェスティバルとは趣が異なっており観客も家族連れが多い。
第一回目の2021年には地元のフラダンス・グループも出演していたが、第二回目の2022年は音楽アーティストだけとなった。2024年、代表プロデューサーが
世代交代してからは音楽ジャンルも
ポップスだけでなくロックやラップ・
演歌・ジャズ等も取り込み、また
地元ヒーローや和太鼓グループの出演と
いった音楽アーティストだけに留まらない
子供から大人まで楽しめる野外フェスティバルの趣にコンセプトを変更。
そのため第一回目・第二回目とは異なり
実質的に第三回目となる2024年は
家族連れだけでなくそれぞれの各出演者の
ファンたちも多く訪れる結果となった。

第一回目の2021の内容はケーブルテレビ徳島が収録し、「徳島イベントアワー阿波ポップス大祭2021」として、111chで8回、121chで4回放映された。
また実質第三回目の2024の内容も一部ではあるが、ケーブルテレビ徳島に特集として収録された。

徳島の音楽文化を盛り上げる目的で行われる夏のイベントとして人々が楽しめるように企画されている阿波ポップス大祭は、地元愛にあふれた音楽体験を提供するものとなっている。

## 会場
徳島県文化の森総合公園は徳島県立図書館や徳島県立博物館など県の施設が多数ある公園で、駐車場も広く家族連れの訪問客が多い。野外劇場であるすだちくん森のシアターは県立図書館の入り口向かいにある、風雨除けの屋根が付いたすり鉢状の野外劇場である。2021年は台風9号が通過した直後に開催され朝小雨も残る状態だったが、屋根のお陰で開催ができた。

## 出演者
- 2021年
  - Kiss Loobi
  - おつ姫
  - 黒猫カンパニー
  - カメイエロー
  - 小松島ハーモニカクラブ
  - DJ CUBE
  - IKGMOTY
  - リコレフア／花水木
  - 九十九柿＜つづらがき＞
- 2022年
  - 九十九柿＜つづらがき＞
  - えいぽんすみ
  - 黒猫カンパニー
  - カメイエロー
  - 松山小春
- 2023年

(阿波POPS東京へ行くんじょTOUR－高円寺ALONE)
- - 黒猫カンパニー
  - つづらがき
  - カメイエロー
  - 松山小春
- 2024年

MC
- セカンドストーリー長谷川
- かめたろう

出演
- - waka
  - 竹井侑治
  - 福永深夜
  - IPPEI
  - 阿波踊人
  - にっちー
  - アコニャン
  - Sugai Hideaki
  - NAOKO
  - 松山小春
  - 渦戦士エディー
  - あなん子ども太鼓
  - カメイエロー
- 2025年

MC
- はせちゃんズ
  - セカンドストーリー長谷川
  - くつべら眼鏡
- かめたろう

出演
- - 皆谷尚美
  - 竹井侑治
  - 福永深夜
  - 醒-Sei-
  - カメイエロー
  - yururi.(reunion RebbonZ)
  - にっちー
  - 佐那人
  - もっこ連(阿波踊り連)
  - Sugai Hideaki
  - 爆音シンフォニー
  - 松山小春
  - 保育士ヒーローブレイク
  - 鼓達(あなん子ども太鼓)